# Tom Lynch
Tom Lynch fou un futbolista estatunidenc. Va formar part de l'equip estatunidenc a la Copa del Món de 1934.